# Апостол, Юлиан
Юлиа́н Кэтэли́н Апо́стол (рум. Iulian Cătălin Apostol; 3 декабря, 1980, Галац, Румыния) — румынский футболист, центральный полузащитник.

## Клубная карьера
Сыграл свой первый профессиональный матч в 1996 году в Дивизионе Б в составе «Дунэри» из Галаца, за которую играл до 2000 года. За это время команда дважды занимала 14 место, а в сезоне 1998/99 — 11. Затем перешёл в клуб той же лиги «Металул» из Плопени, с которым поднялся до пятой строчки. После выступал за «Глорию» из Бузэу, с которой вышел в Дивизион А.
В 2003 году подписал контракт с «Оцелулом» из Дивизиона А. Дебютировал в команде в своём родном городе 9 ноября 2003 в матче против «Университати» из Крайовы. Всего в «Оцелуле» сыграл 19 игр и забил 2 мяча. В 2004 году команда по итогам турнира заняла пятое место, оказавшись, тем самым, в зоне УЕФА. Сезон для Юлиана оказался для него хорошим, летом его выкупил «Фарул» из Констанцы.
Однако в «Фаруле» он не смог закрепиться в составе, отсидел на скамейке запасных половину матчей чемпионата, и в январе 2006 вернулся в «Оцелул» на правах аренды до конца сезона. Вернувшись в «Фарул» на следующий сезон (2006/07), он хорошо зарекомендовал себя, забив 6 голов. С «Фарулом» Апостол дебютировал на европейском уровне в Кубке Интертото. Во втором раунде против болгарского клуба «Локомотив» из Пловдива на 61-й минуте он заменил Богдана Апосту. Матч закончился со счётом 2:1. Однако в чемпионате клуб занял лишь 14 место.
Летом 2007 года к Юлиану проявила интерес «Униря» из Урзичени, с которой в итоге он заключил контракт. В сезоне 2007/08 Апостол закрепился в основном составе, выступал в том числе в играх Кубка УЕФА. Но следующий сезон оказался гораздо успешнее. «Униря» выиграла чемпионат, и, соответственно, получила право играть в Лиге чемпионов.
Всего в сезоне 2009/10 он сыграл 19 игр за команду (из-за небольшой травмы) в чемпионате, забил в них два гола. Кроме того, провёл 6 матчей в Лиге чемпионов, а затем ещё 2 в Лиге Европы.
31 августа 2010 года подписал контракт с клубом «Стяуа» из Бухареста, одним из сильнейших клубов Румынии на протяжении последних десятилетий, вместе с партнёрами по команде из «Унири»: Галамазом, Рикардо, Маринеску, Билашко, Онофрашем, а на следующей неделе к ним добавился ещё и Брандан.
Всего через три месяца контракт Апостола со «Стяуа» был разорван и он вернулся в «Унирю».

### Статистика
| Сезон   | Клуб              | Страна  | Лига       | Матчей | Голов |
| ------- | ----------------- | ------- | ---------- | ------ | ----- |
| 1996/97 | Дунэря (Галац)    | Румыния | Дивизион Б | 6      | 0     |
| 1997/98 | Дунэря (Галац)    | Румыния | Дивизион Б | 5      | 0     |
| 1998/99 | Дунэря (Галац)    | Румыния | Дивизион Б | 13     | 0     |
| 1999/00 | Дунэря (Галац)    | Румыния | Дивизион Б | 27     | 2     |
| 2000/01 | Металул (Плопени) | Румыния | Дивизион Б | 22     | 2     |
| 2001/02 | Металул (Плопени) | Румыния | Дивизион Б | 0      | 0     |
| 2002/03 | Глория (Бузэу)    | Румыния | Дивизион Б | 19     | 1     |
| 2003/04 | Оцелул            | Румыния | Дивизион А | 20     | 2     |
| 2004/05 | Фарул             | Румыния | Дивизион А | 17     | 0     |
| 2005/06 | Фарул             | Румыния | Дивизион А | 13     | 0     |
| 2005/06 | Оцелул            | Румыния | Дивизион А | 10     | 0     |
| 2006/07 | Фарул             | Румыния | Дивизион А | 25     | 6     |
| 2007/08 | Униря (Урзичени)  | Румыния | Дивизион А | 19     | 1     |
| 2008/09 | Униря (Урзичени)  | Румыния | Дивизион А | 28     | 2     |
| 2009/10 | Униря (Урзичени)  | Румыния | Дивизион А | 19     | 2     |
| 2010/11 | Стяуа             | Румыния | Дивизион А |        |       |
| 2011/12 | Униря (Урзичени)  | Румыния | Дивизион А |        |       |

## Карьера в сборной
Юлиан Апостол сыграл дебютный матч в национальной сборной 6 июня 2009 года против Литвы, и 13 октября того же года отметился своим первым голом за румынскую сборную против Фарерских островов.
После этого год не играл, но 8 февраля 2011 в рамках турнира на Кипре он вернулся в команду, выйдя на замену Габриелу Мурешану на 79-й минуте встречи со сборной Украины.

### Голы за сборную
| # | Дата            | Место проведения              | Соперник          | Счёт | Результат | Турнир                    |
| - | --------------- | ----------------------------- | ----------------- | ---- | --------- | ------------------------- |
| 1 | 13 октября 2009 | Чахлэул, Пьятра-Нямц, Румыния | Фарерские острова | 1:0  | 3:1       | Отборочный турнир ЧМ-2010 |

## Достижения
- 2-е место в Первой лиге Румынии (выход в Высший дивизион): 2002/03
- Чемпион Румынии: 2008/09
- Вице-чемпион Румынии: 2009/10